# Schefflera oblongifolia
Schefflera oblongifolia är en araliaväxtart som beskrevs av Elmer Drew Merrill. Schefflera oblongifolia ingår i släktet Schefflera och familjen araliaväxter.
Artens utbredningsområde är Filippinerna. Inga underarter finns listade.